# Теофания (императрица)
Теофания, или още Теофано (на гръцки: Θεοφανώ), е византийска императрица, първа съпруга на император Лъв VI.

## Произход
Теофания е дъщеря на Константин Мартиниак. Произходът на семейството ѝ обаче е неуточнен. Въпреки това Продължителят на Теофан споменава за роднински връзки на семейството с император Теофил (829 – 849). Според разказаната от него история някой си по-стар Мартиниак се сродил с император Теофил, но сред двора започнал да се носи слухът за някакво пророчество, според което семейство Мартиниак ще управлява империята. Поради това императорът принудил своя приближен да се замонаши и изпратил цялото му семейство в манастир.
Според едно мнение семейство Мартиниак са наследници на Фригийската династия и като такива са едни от главните претенденти за византийския престол през 9 век. Според това мнение Мартиниакосите се отделят като клон на Фригийската династия чрез брака на една от сестрите на основателя ѝ, император Михаил II.

## Византийска императрица
В хрониката на Симеон Метафраст бракът между Теофано и Лъв VI е датиран в „шестнадесетата година от управлението на Василий I“, т.е. 883 г. Василий I е баща на Лъв VI. Въпреки това преди брака си с Василий I, майката на Лъв VI, Евдокия Ингерина, е била любовница на император Михаил III, който е смятан за истински баща на Лъв VI. Във всеки случай бракът на Лъв и Теофания е уреден от император Василий I без да се иска мнението на Лъв. Хладните отношения между баща и син вероятно изиграват своята роля за по-късното разпадане на брака на Теофания.
Василий I умира на 29 август 886 и е наследен от Лъв VI, а Теофания е коронована за негова Августа.
Теофания е известна като начетена и религиозна жена. Според византийската агиография за Теофания, тя посвещава дните си на молитви, псалми и химни към Господ. Императрицата е ктитор и патрон на манастира „Св. Анастасия“ на полуостров Халкидики.
Според Метафраст на третата година от управлението си (889 г.) Лъв VI се влюбва в Зоя Зауцена, която става негова любовница.

## Оттегляне
На седмата година от управлението на императора (893 г.) Теофания се оттегля в един от манастирите във Влахерна, отстъпвайки мястото си в императорския двор на Зоя Зауцена. Няма спор, че императрицата е изцяло отдадена на религията, но неизяснен остава въпросът дали замонашването ѝ е доброволно.
Противоречиви са и мненията за официалния статут на Теофания в периода от влизането ѝ в манастира до смъртта ѝ. Според Симеон Метафраст бракът на императора и Теофания е официално разтрогнат през 893 г., което позволява на Лъв VI да се ожени за Зоя. Според Продължителя на Теофан бракът на Теофания не бил разтрогнат, а Зоя продължила да бъде просто любовница на императора.
Теофания умира в манастира си на 10 ноември 897 г., което позволило на Лъв VI и Зоя да се оженят скоро след смъртта ѝ.
Православната църква канонизира Теофания за светица малко след смъртта ѝ, почитайки празника ѝ на 16 декември.

## Потомство
Според „За церемониите“ на Константин VII Багренородни, Теофано родила на Лъв VI дъщеря на име Евдокия, която починала млада и била погребана в църквата „Св. Апостоли“.

## Мощи
В памет на Теофания императорът изгражда църква, наричана първоначално „Света Теофано“, а по-късно „Вси светии“. По-късно нейният саркофаг е пренесен в императорската гробница – църквата „Свети Апостоли“. През 1349 г. саркофагът с мощите е в женския манастир, като в периода на Второто българско царство, най-вероятно през средата на XIV век, мощите ѝ, или част от тях, са пренесени в Търново, където култът към нея набира популярност и тя започва да се възприема като една от закрилниците на Българското царство. По-късно патриарх Евтимий Търновски съставя служба за светицата. След падането на старопрестолния град в османски ръце на 17 юли 1393 г., по сведение на Йоасаф Бдински мощите на светицата, ведно с тези на Петка Търновска и Филотея Търновска, са пренесни във Видин през 1394 г.
Частица от мощите на светицата се пазят в реликвария към иконата на Света Богородица в Рилския манастир.